# Ed Jenkins
Ne doit pas être confondu avec Ed Jenkins (homme politique).

a Compétitions nationales et continentales officielles uniquement.

b Matchs officiels uniquement.
Dernière mise à jour le 17 juillet 2022.
Edward Jenkins dit Ed Jenkins, né le 26 mai 1986 à Sydney (Australie), est un joueur de rugby à sept et de rugby à XV australien. Il évolue au poste de pilier à sept, et d'ailier à quinze. Il est, entre 2007 et 2018, joueur à plein temps avec l'équipe d'Australie de rugby à sept qui dispute les World Rugby Sevens Series et a été régulièrement capitaine. Il mesure 1,87 m pour 95 kg.

## Biographie

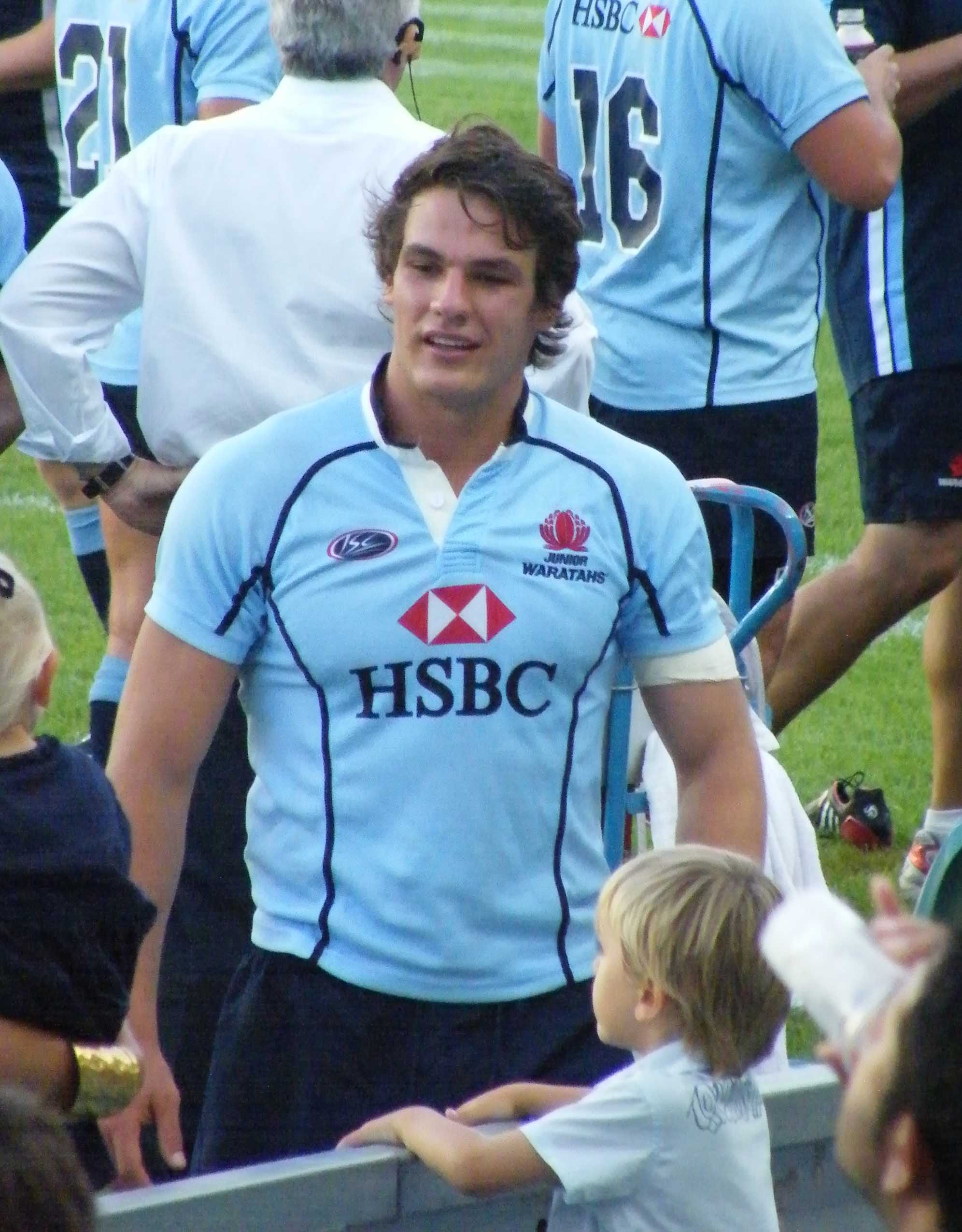
Ed Jenkins avec les Junior Waratahs en 2009.

Ed Jenkins est le frère jumeau du troisième ligne Jono Jenkins (en), ayant notamment évolué avec le RC Narbonne en Pro D2 entre 2012 et 2017.

## Carrière

### En club
Ed Jenkins joue d'abord au rugby avec le club de Sydney University en Shute Shield, tout en faisant partie de l'académie de la franchise professionnelle des Waratahs. Il joue avec l'équipe des Perth Spirit en 2007 lors de l'unique édition de l'ARC, disputant quatre matchs pour quatre essais inscrits.
Ne parvenant pas à obtenir un contrat professionnel avec les Waratahs, il part jouer une saison avec la province néo-zélandaise de Taranaki en 2009, disputant le NPC,.

### En équipe nationale

#### En rugby à sept
Ed Jenkins a fait ses débuts avec l'équipe d'Australie à sept en 2007. 
Avec cette équipe il a disputé neuf éditions des World Rugby Sevens Series, deux Coupes du monde et il est devenu capitaine à partir de la saison 2012.
En 2016, il est retenu pour disputer les premiers Jeux olympiques de l'histoire de la discipline, se terminant sur une décevante huitième place.
Devenu le joueur le plus capé de l'histoire de la sélection à sept australienne, il laisse le capitanat à Lewis Holland (en) au début de la saison 2016-2017.
En janvier 2018, il annonce sa retraite sportive avec effet immédiat en raison d'une blessure récalcitrante à l'épaule,.

## Palmarès

### En club et province
Néant

### En équipe nationale
- Participation aux Jeux olympiques 2016.
- Participation aux éditions 2009 et 2013 de la Coupe du monde de rugby à sept.
- Médaille d'argent à l'épreuve de rugby à sept des Jeux du Commonwealth en 2010, et médaille de bronze en 2014.